# Андріївка (Богатівський район)
Андріївка (рос. Андреевка) — село в Богатівському районі Самарської області Російської Федерації.
Населення становить 738 осіб. Входить до складу муніципального утворення сільське поселення Виловате.

## Історія
Від 2005 року входило до складу муніципального утворення сільське поселення Виловате.

## Населення
| 2010 |
| ---- |
| 738  |